# Basílica dos Santos Ambrósio e Carlos
Sant'Ambrogio e Carlo al Corso ou Basílica de Santo Ambrósio e São Carlos, geralmente chamada apenas de San Carlo al Corso, é uma igreja titular e basílica menor de Roma, na Itália, localizada na Via del Corso e dedicada a Santo Ambrósio e São Carlos Borromeu, ambos naturais de Milão.
É uma das ao menos três igrejas em Roma dedicadas a São Carlos, incluindo San Carlo ai Catinari e San Carlo alle Quattro Fontane.
Desde 1906, a igreja está sob a responsabilidade dos padres rosminianos do Instituto da Caridade.

## História
A construção foi iniciada no local onde antes ficava a antiga igreja San Nicola de Tofo por ocasião da canonização de São Carlos Borromeu (1610), sob a direção de Onorio Longhi e, após sua morte, de seu filho Martino Longhi, o Jovem. A planta é no formato de uma cruz latina enquanto que a cúpula, similar à de Santi Luca e Martina, foi projetada por Pietro da Cortona (1668), responsável também pela abside e pela rica decoração interior. A fachada foi projetada pelo cardeal Luigi Alessandro Omodei, que não aprovou o projeto de Carlo Rainaldi.
A abóbada central tem afrescos com uma "Queda dos Anjos Rebeldes" (1677–1679) de Giacinto Brandi. A peça-de-altar, "Santos Ambrósio e Carlos com a Virgem e Jesus", foi pintada por volta de 1685-1690 por Carlo Maratta. A decoração em estuque é de Giacomo and Cosimo Fancelli. As estátuas dos santos são de Francesco Cavallini. Afrescos da "Justiça" e "Paz" são de Girolamo Troppa. No deambulatório encontra-se um nicho onde um relicário abriga o coração de São Carlos. Ele foi doado à igreja em 1614 pelo cardeal Federico Borromeo, um primo do santo.
A primeira capela do lado direito é dedicada à Crucificação e abriga um afresco da "Vigilância", de Paolo Albertoni. A segunda é dedicada a "Maria Auxiliadora dos Cristãos", com uma imagem da Virgem doada por São Vicente Pallotti no século XIX e a terceira é dedicada à Sagrada Família. Do lado esquerdo estão uma representação do "Redentor e Santos Ambrósio e Carlos" e o monumento sepulcral de Federico Borromeo.

### Capela de Santo Olavo
A Capela de Santo Olavo II da Noruega, à esquerda da nave, é dedicada ao rei mártir que se converteu ao cristianismo e foi morto na Batalha de Stiklestad em 1030. A capela foi inaugurada pelo cardeal Lucido Maria Parocchi em 9 de abril de 1893, no 50º aniversário da primeira missa celebrada legalmente na Noruega desde a Reforma Protestante. A pintura, do artista polonês Pio Wleonski, retrata a vitória do rei viquingue sobre seu próprio passado pagão, representado por um dragão. Foi um presente ao papa Leão XIII pelo 50º aniversário da sua ordenação episcopal. O bispo Johannes Olav Fallize, que era o vigário apostólico da Noruega, havia pedido que a obra fosse colocada neste capela, onde foi revelada pelo camareiro papal, barão Wilhelm Wedel-Jarlsberg. O papa apoiava a ideia de uma capela norueguesa em Roma.
Uma pequena imagem no altar mostra "Santa Ana e sua filha, a Virgem Maria". Santa Ana era uma santa muito popular na na Noruega antes da Reforma. As relíquias de um mártir romano, São Saturnino (de quem nada mais se sabe além do nome), estão enterradas sob o altar. A capela foi restaurada e reinaugurada pelo bispo de Oslo,  John Willem Gran, em 1980.
A missa é celebrada em norueguês nesta igreja no Natal, em 17 de maio (dia da Constituição) e em 16 de outubro (festa da conversão de Santo Olavo); muitos expatriados noruegueses, incluindo não-católicos, participam. As missas de réquiem são celebradas na igreja para noruegueses ligados à Roma.

## Galeria

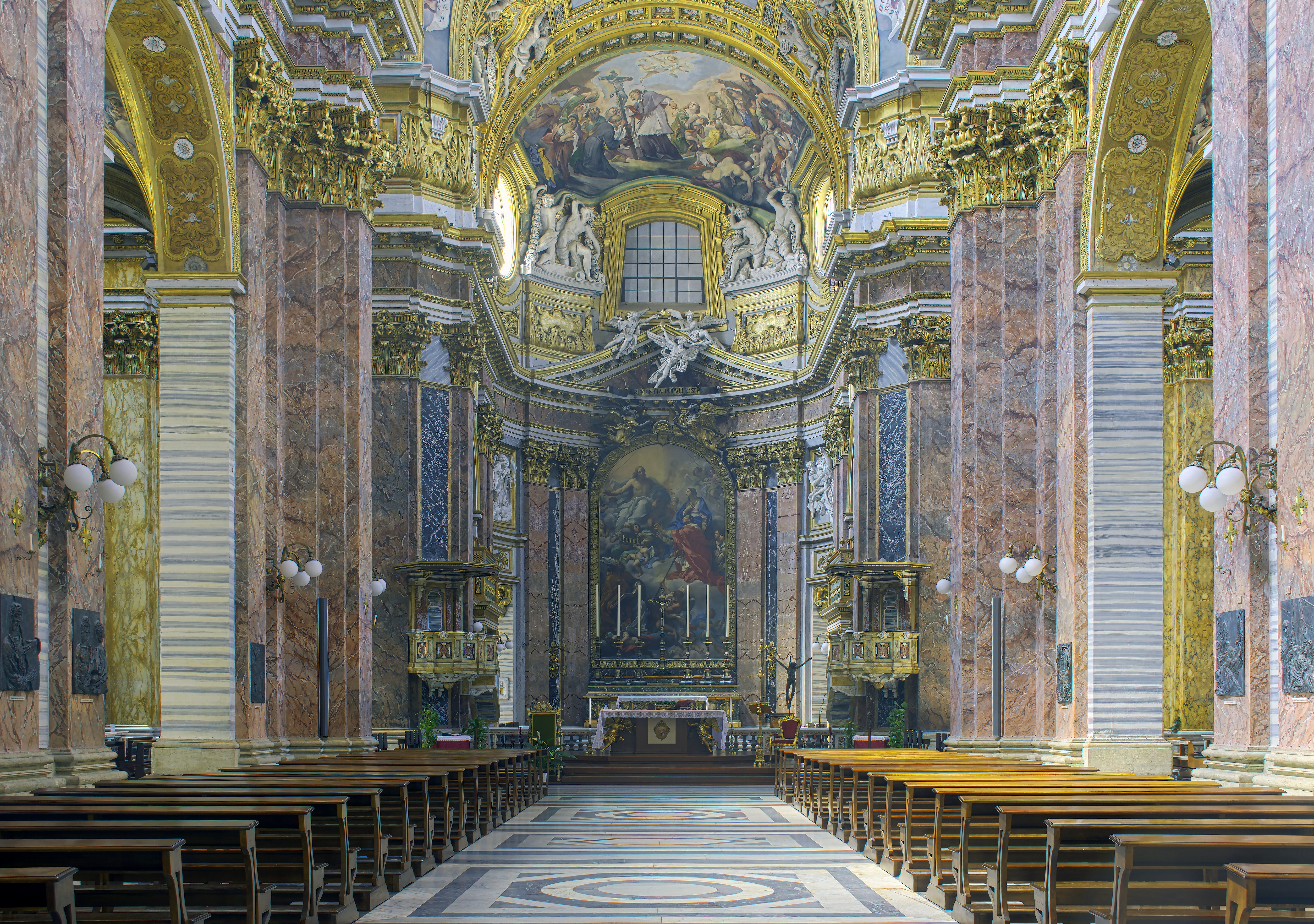
Vista do interior.
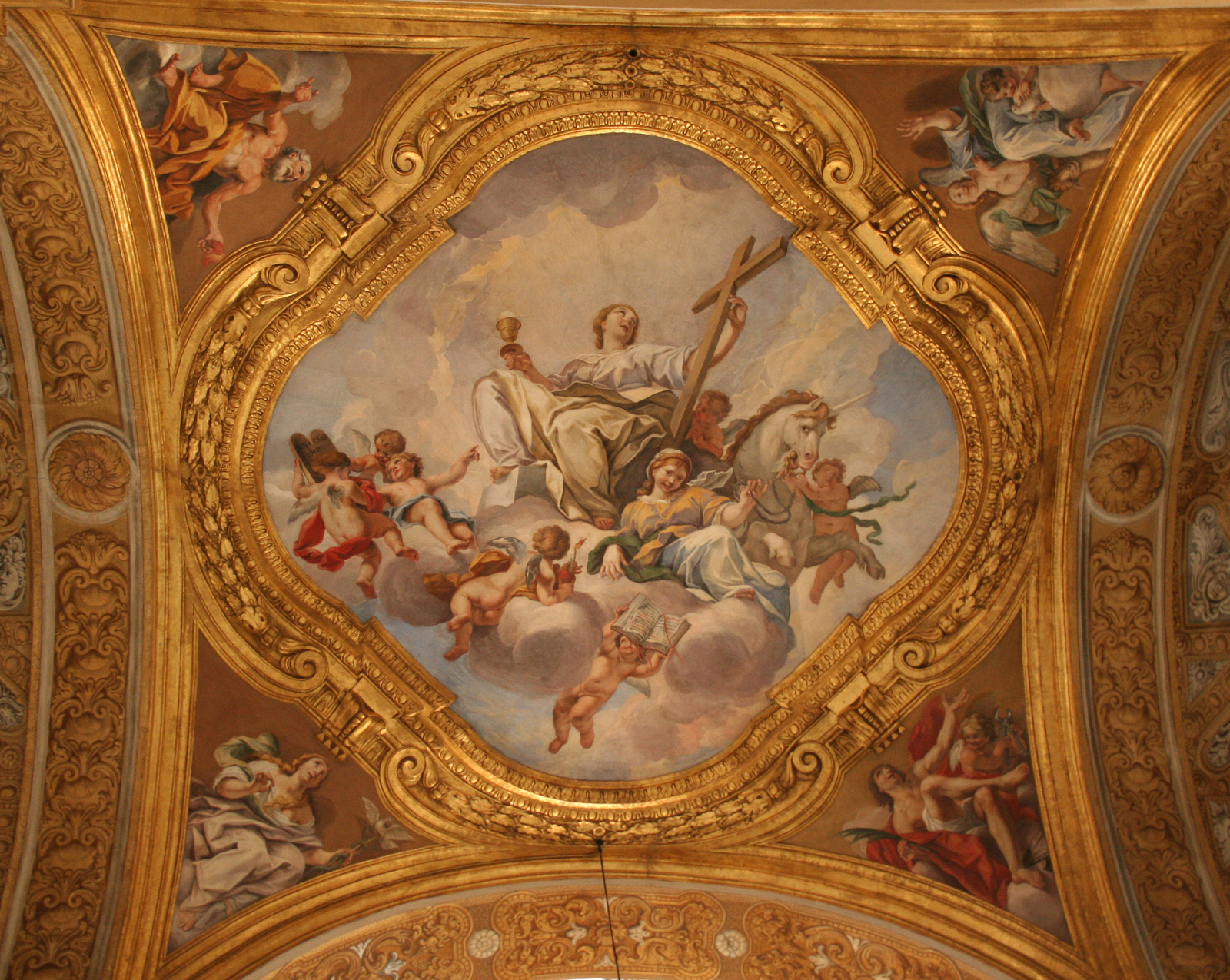
Afresco da "Fé"
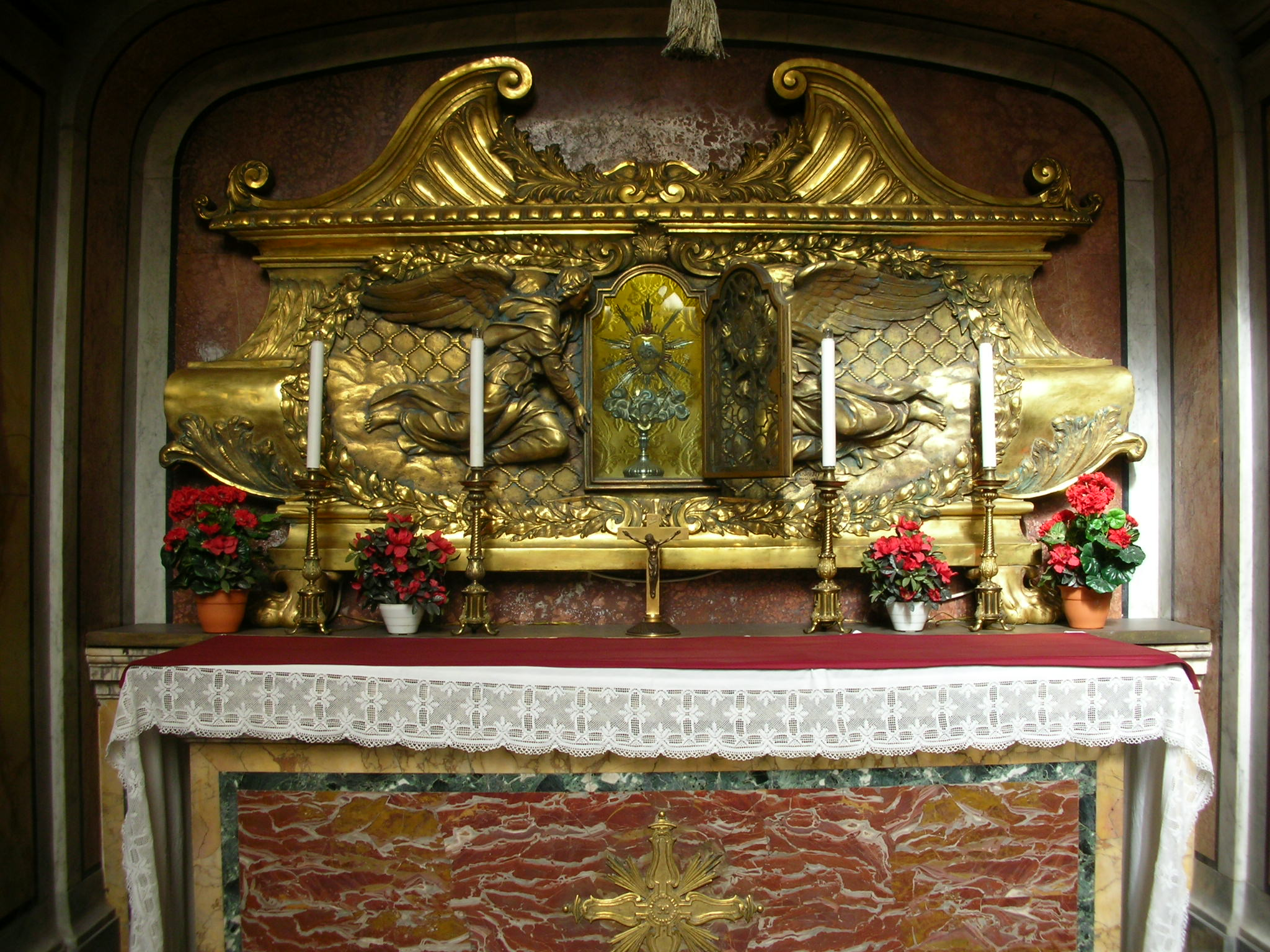
Relicário com o coração de São Carlos Borromeo.
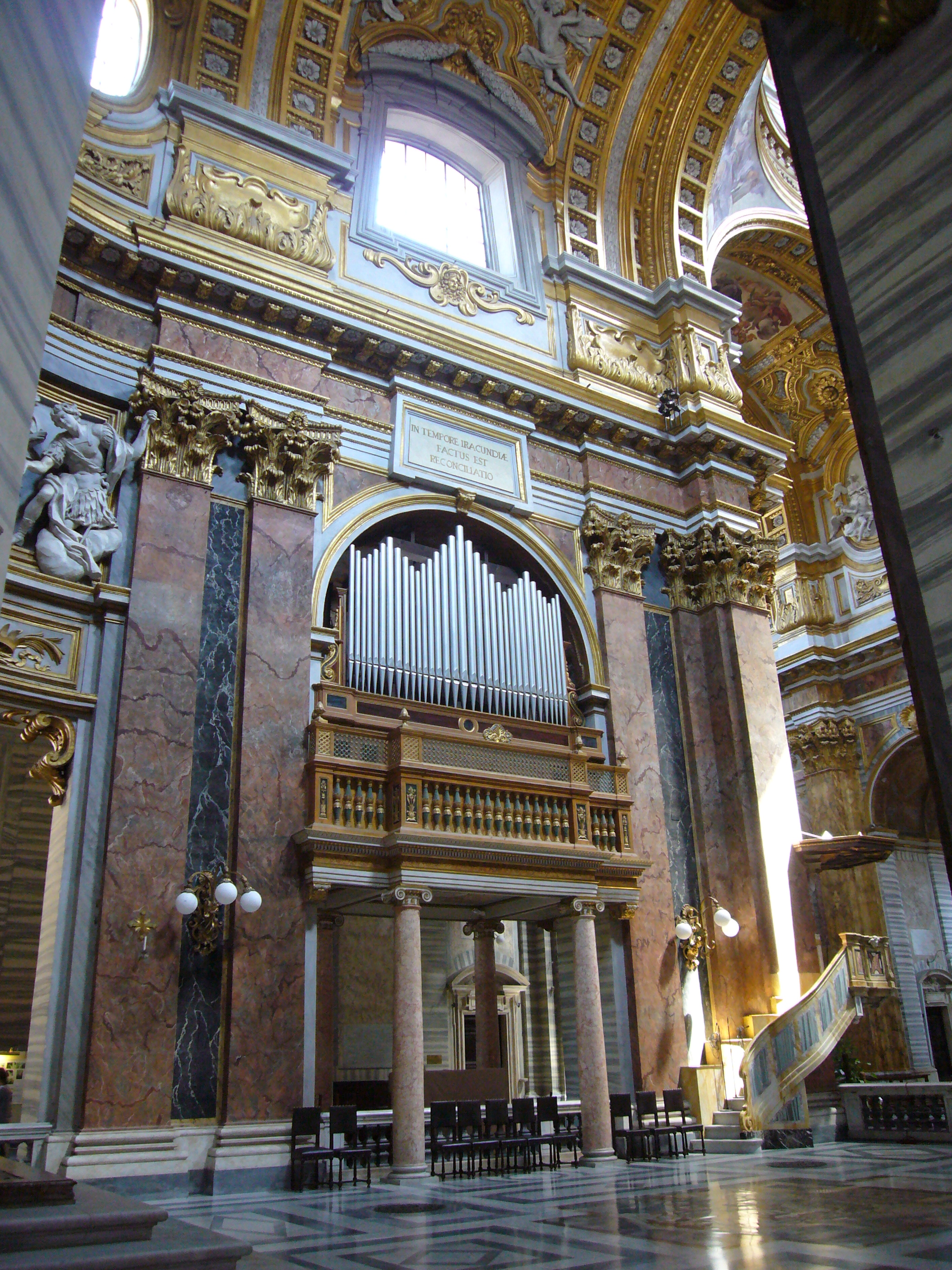
Órgão.